# 阿迪蓋尼市鎮

41°40′37″N 42°42′31″E / 41.67694°N 42.70861°E
阿迪蓋尼市鎮，是格魯吉亞南部薩姆茨赫-賈瓦赫蒂大区的市鎮，行政中心为阿迪蓋尼镇，面積800平方公里，2014年人口16,462，人口密度每平方公里21人。